# Ellsworth Paine Killip
Ellsworth Paine Killip (Rochester, Nova York, 2 de setembre del 1890 – Redlands, Califòrnia, 21 de novembre del 1968) va ser un botànic estatunidenc.
Es titulà a la universitat de Rochester (1911) i treballà com a ajudant de conservador de l'Acadèmia de Ciències de Rochester fins al 1917. Combaté en la primera guerra mundial i guanyà el grau de cavaller de la Legió d'Honor francesa. Després de la guerra s'incorporà a la Secció de Plantes de l'Institut Smithsonià i n'esdevingué conservador quan W.R.Maxon se'n jubilà el 1946, i fins al 1950. Hom el vincula a la descripció de 600 espècies noves. 150 espècies foren batejades amb el seu nom com, per exemple, la Byttneria flexuosa.